# گل شرابی
گُل شرابی (Calycanthus) سرده‌ای است از گل‌شرابیان با دو گونهٔ درختچه‌ای کوتاه و زینتی با پوست معطر و گل‌هایی با بوی شیرین که بومی آمریکای شمالی هستند؛ این گیاهان دارای برگ‌هایی ساده با حاشیه‌ای صاف و آرایشی متقابل هستند و گلبرگ‌های آنها ارغوانی- قهوه‌ای تا قرمز ماگنولیامانند و همسان با کاسبرگ‌هاست؛ نَهَنج میوه‌دار آنها گلابی یا تخم‌مرغ‌شکل است و تعداد زیادی فندقه تک‌دانه‌ای خشک دارد.
سرده گل شرابی شامل سه گونهٔ اصلی است که در شرق آسیا و آمریکای شمالی یافت می‌شوند. 
این گیاهان دارای برگ‌های متقابل و ساده هستند و گل‌هایی بدون تفکیک مشخص بین گلبرگ و کاسبرگ دارند؛ به‌جای آن، گل‌ها از حلقه‌هایی از سرگل تشکیل شده‌اند.  گل‌ها از بهار تا پاییز ظاهر می‌شوند و در گونه‌های آمریکای شمالی، رنگ آن‌ها از قرمز تیره تا قهوه‌ای مایل به ارغوانی متغیر است.  گونهٔ چینی (C. chinensis) دارای سرگل‌‌های بیرونی سفید با ته‌رنگ صورتی و سرگل‌های درونی زرد با لکه‌های بنفش در پایه است. 
میوهٔ این گیاهان کپسولی خشک و بیضی‌شکل است که دانه‌های متعددی در خود دارد.  گونه‌های C. floridus و C. occidentalis توسط سوسک‌ها گرده‌افشانی می‌شوند و گل‌های آن‌ها ساختارهایی پروتئینی تولید می‌کنند که تغذیه‌کنندهٔ این گرده‌افشان‌ها هستند.  C. occidentalis همچنین ترکیباتی تولید می‌کند که بوی میوه‌های تخمیرشده را تقلید کرده و سوسک‌های خاصی را جذب می‌کند. 
در گذشته، بومیان آمریکا از گونه‌های C. floridus و C. occidentalis در طب سنتی استفاده می‌کردند.  همچنین، از C. occidentalis در بافت سبد و ساخت تیر استفاده می‌شد.  روغن اسانسی استخراج‌شده از گل‌های کالیکانتوس در برخی عطرهای باکیفیت به کار می‌رود. 
این گیاهان به‌عنوان گیاهان زینتی در باغ‌ها کشت می‌شوند.  C. floridus در باغ‌های آمریکا و انگلستان محبوب است و C. occidentalis در پروژه‌های احیای زیستگاه‌های طبیعی در کالیفرنیا استفاده می‌شود.  C. chinensis در دههٔ ۱۹۸۰ از باغ گیاه‌شناسی شانگهای به آمریکا و بریتانیا معرفی شد و در اصلاح نژاد گونه‌های جدید به کار رفت. 
گونه‌های ترکیبی متعددی با هدف ترکیب اندازهٔ بزرگ گل‌های C. chinensis با رنگ و عطر گونه‌های آمریکایی ایجاد شده‌اند.  از جملهٔ این ترکیبات می‌توان به 'Hartlage Wine'، 'Aphrodite' و 'Venus' اشاره کرد که ویژگی‌های مطلوبی مانند گل‌های بزرگ، رنگ‌های جذاب و عطر دلپذیر دارند. 